# 고민후
고민후(高旻厚, ?~?)는 고려 말기 밀직사(密直司)의 관리이다.

## 혈통
고구려 28대 국왕 보장왕(寶臧王)의 아들 고인승(高仁承)의 12세손이다. 고려 말기 밀직사(密直司)에서 일하다가 횡성으로 낙하해 횡성 고씨(橫城 高氏) 관향을 만들었다.

## 같이 보기
- 고인승